# Portugiesische Jugend (Estado Novo)

Das Emblem der Portugiesischen Jugend

Die Portugiesische Jugend (portugiesisch: Mocidade Portuguesa) war die Jugendorganisation des Estado-Novo-Regimes in Portugal. Mit der Mocidade Portuguesa Feminina unterhielt die Organisation eine Abteilung für weibliche Jugendliche.

Das Abzeichen der weiblichen Portugiesischen Jugend

## Geschichte

### 1936–1945
Das Faschismus-freundliche, 1932 etablierte Estado-Novo-Regime des seit 1928 amtierenden Finanzministers Salazar führte 1936 zwei typisch faschistische Massenorganisationen ein, die mit einiger Begeisterung aufgenommen wurden, und das Regime in der Bevölkerung verankerten. Neben der Legião Portuguesa, einem Freiwilligenkorps zum Schutz des Regimes, war dies die Mocidade Portuguesa, eine paramilitärische Jugendorganisation, in der Jugendliche nach Alter gestaffelt zwangsweise Mitglieder wurden. Die neuen Organisationen riefen jedoch auch heftige Gegenreaktionen hervor, darunter einen zeitweise (Januar 1934) erfolgreichen, revolutionäre Züge tragenden Generalstreik der Arbeiterschaft, und einen Militäraufstand rechtsorientierter und monarchistischer Elemente, der von der Polizei vereitelt wurde.
Nach Einführung der Mocidade Portuguesa 1936 für Jungen wurde sie 1938 auch für Mädchen eingeführt, und 1939 auf die Portugiesischen Kolonien ausgeweitet. Sie war von Mussolinis 1926 gegründeter Balilla und der Hitlerjugend inspiriert, unterschied sich trotz Kontakten zu ihnen aber ideologisch und strukturell. So verband die Mocidade Portuguesa Aspekte der Pfadfinderlehre Baden-Powells mit politischer und religiöser Unterweisung. Äußerliche Zeichen der Mocidade waren ihre Uniform der Grünhemden und der Römische Gruß, dazu die eigene Hymne, die innere Hierarchie und eigene Terminologie.

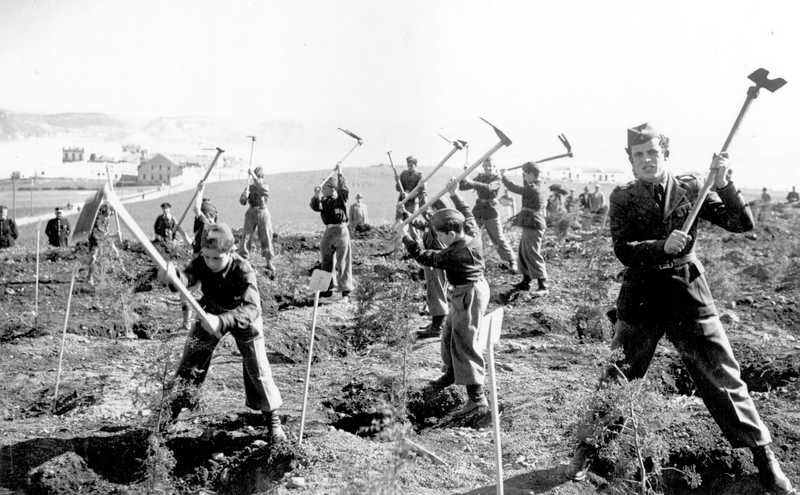
Arbeitseinsatz der Mocidade Portuguesa im Parque Florestal de Monsanto (1938)

Sie war für Kinder mindestens von 7 bis 14 Jahren Pflicht. Für ihre männlichen Mitglieder wurde für die Altersklasse von 17 bis 20 Jahren zudem eine Freiwilligenmiliz innerhalb der Mocidade geschaffen, die als bewaffneter Arm der Organisation fungierte, und die Mitgliedschaft mit Vorteilen verband, etwa Anrechnung der Zeit auf die Wehrpflicht. Die Leiter der männlichen Mocidade waren in der Regel Militärs, während der weibliche Teil meist von regimetreuen Pädagoginnen des Sekundären Bildungsbereichs geleitet wurde.

### 1945–1974
Nach dem Ende des Zweiten Weltkriegs 1945 wurde die Mocidade Portuguesa vom Zeitgeist zunehmend überholt. Der wachsenden Kritik begegnete das Regime mit einer teilweisen Neuorientierung, etwa neuen Aufgaben in der Studentenorganisation, und auch die Mitgliedspflicht bestand nur noch von 11 bis 14 Jahren. Die Maßnahmen zeigten jedoch keine Erfolge. So scheiterte beispielsweise die Förderung der offiziellen Jugendzentren innerhalb der Universitäten vollends, und beflügelte den wachsenden Protest der immer massiver Freiheit und Demokratie einfordenden Studenten ab 1960 sogar.
In der Folge war die Mocidade Portuguesa immer weniger in der Bevölkerung verwurzelt und verlor jegliche Bedeutung. So wurde sie, genauso wie die Legião Portuguesa, im Zuge der Nelkenrevolution 1974 umgehend und ohne Widerstände in der Bevölkerung aufgelöst.